# モリイシガメ
モリイシガメ（森石亀、学名：Glyptemys insculpta）は、ヌマガメ科モリイシガメ属に分類されるカメ。モリイシガメ属の模式種。

## 分布
アメリカ合衆国（アイオワ州北東部、イリノイ州北部、ウィスコンシン州、ウエストバージニア州北東部、オハイオ州北東部、コネチカット州、ニュージャージー州北部、ニューハンプシャー州、ニューヨーク州、バージニア州北東部、バーモント州、ペンシルベニア州、マサチューセッツ州、ミシガン州、ミネソタ州東部、メイン州、メリーランド州、ロードアイランド州）、カナダ（オンタリオ州南東部、ケベック州南部、ニューブランズウィック州、ノバスコシア州）

模式標本の産地（模式産地）はレクトタイプによりニューヨーク周辺と指定されている。

## 形態
最大甲長23.4センチメートル。メスよりもオスの方が大型になり、メスは最大甲長20.4センチメートル。背甲は扁平で、上から見ると後部につれ幅広くなり中央部でわずかに括れる個体もいる。背甲の後部には浅く切れ込みが入る。背甲の甲板は成長輪が明瞭で、放射状に皺が入る。モリイシガメ属の属名Glyptemysは「彫刻されたカメ」、種小名insculptaは「彫刻された」の意で、明瞭な成長輪や放射状の皺に由来する。縁甲板の外縁はやや反り上がり、後部縁甲板の外縁は鋸状に尖る。背甲の色彩は褐色や灰褐色、暗褐色で、黄色や黒の斑紋や破線状の筋模様、放射状の斑紋が入る個体もいる。腹甲は大型。左右の喉甲板の間には切れ込みが入らないか、わずかに切れ込みが入る。背甲と腹甲の継ぎ目（橋）や腹甲の色彩は黄色や黄褐色、薄橙色で、孵化直後からある甲板（初生甲板）周辺に黒や暗褐色の不明瞭な斑紋が1つずつ入る。
頭部はやや大型。四肢は頑丈。尾は長い。頭部の色彩は黒く、頸部や四肢、尾の色彩は暗褐色。
オスは左右の肛甲板の間の切れ込みが深く、前肢前方を覆う大型鱗がより大型になる傾向がある。頸部や四肢の基部がオスは赤や橙、淡黄色、メスは淡黄色がかる傾向がある。

## 生態
落葉広葉樹林内の水場、湿地林、沼沢地、湿原、湿性草原などに生息するが、乾燥した草原、河川、湖、池沼などにも生息する。特に森林を好むことが和名や英名（wood=森）の由来になっている。半陸棲で、地域によって変異があるものの湿度の高い水場周辺に生息する。昼行性で、夜間は水中や陸上に空いた穴などで休む。冬季になると水中で冬眠する。
食性は雑食で、両生類の幼生、ミミズ、動物の死骸、植物の葉、果実、藻類などを食べる。前肢や腹甲を地面に打ち付けミミズが巣穴から出てきた所を食べることもあり、ミミズが地面を叩くことで雨音と勘違いし誘い出されると考えられている。
繁殖形態は卵生。3-10月（主に春季と秋季）になるとオスはメスを発見すると周囲を徘徊したり、メスの体の各部に頭部を近づけたりメスの前で頭部を上下に動かす。メスがオスを受け入れるとオスは爪をメスの甲羅にひっかけながらメスの上に乗り、腹甲を擦り付けたり叩きつける、メスの頭部や頸部に噛みついて交尾を迫る。腹甲を押し付けてメスを完全に水没させ、交尾を迫ることもある。水中で午後から夜間にかけて交尾を行う。5-7月に1回に3-20個の卵を年に1回だけ産む。卵は42-82日で孵化する。性染色体を持ち雌雄は発生時の温度に左右されない（染色体性決定）。卵から孵化した個体は地表に現れず、地中で越冬する事が多い。オスは甲長19-20センチメートル、メスは甲長16-18.5センチメートル（雌雄共に生後14-18年）で性成熟する。

## 人間との関係
開発による生息地の破壊、人為的に移入された植物による植生の変化、ペット用の乱獲などにより生息数は激減している。アメリカ合衆国では分布する多くの州で法的に保護の対象とされているが、密猟されることもある。1992年にワシントン条約附属書IIに掲載された。
ペットとして飼育されることもあり、日本にも輸入されている。輸入量は少なかったが、ワシントン条約に掲載されてから流通量はさらに激減した。アメリカ合衆国からの輸出はほぼ停止しているため、ヨーロッパや日本国内での飼育下繁殖個体が少数流通する。広い水場を設けたテラリウムか、水を浅く張ったアクアリウムで飼育される。餌付きの良い個体が多く、飼育下では配合飼料にも餌付く。発情したオスは非常に凶暴でオス同士では殺し合いになるほど争ったりメスに対しても激しい交尾を執拗に迫った結果として殺してしまうこともあるため、基本的に単独で飼育する。